# Serie B 1963-1964 (pallacanestro maschile)
Il campionato Serie B di pallacanestro maschile 1963-1964 è stato organizzato in Italia.
Il terzo livello del basket italiano è diviso in più gironi su base regionale o interregionale. Le squadre disputano gironi all'italiana, con partite di andata e ritorno, la vittoria vale 2 punti, la sconfitta 1. Le prime classificate di ogni girone partecipano ad una seconda fase.

## Prima fase

### Girone piemontese
- Qualificata alla II fase: Junior Casale Monferrato

### Girone lombardo
Squadre partecipanti: Celana Bergamo, Ramazzotti Milano, Lamber Milano, Pro Patria Milano, Robur et Fides Algor Varese, JuVi Cremona, Candy Brugherio, Bassi Lodi, Basket Como, Dop.Ideal Standard Brescia

### Girone ligure

#### Classifica
|  |    | Classifica finale 1963-1964 | Pt | G  | V  | P  | PtF | PtS |
|  | -- | --------------------------- | -- | -- | -- | -- | --- | --- |
|  | 1. | Italsider Genova            | 28 | 14 | 14 | 0  | -   | -   |
|  | 2. | Alcione Chiavari            | 24 | 14 | 10 | 4  | -   | -   |
|  | 3. | Basket Club Loano           | 23 | 14 | 9  | 5  | -   | -   |
|  | 4. | Ardita Juventus Genova      | 22 | 14 | 8  | 6  | -   | -   |
|  | 5. | Vivaldi Genova              | 21 | 14 | 7  | 7  | -   | -   |
|  | 6. | US Ospedaletti              | 17 | 14 | 3  | 11 | -   | -   |
|  | 7. | San Giorgio Savona          | 17 | 14 | 3  | 11 | -   | -   |
|  | 8. | SC Sanremo                  | 14 | 14 | 0  | 14 | -   | -   |

### Girone toscano

#### Classifica
|  |     | classifica finale 1963-1964 | Pt | G  | V  | P  | GF   | GS   |
|  | --- | --------------------------- | -- | -- | -- | -- | ---- | ---- |
|  | 1.  | Pratolimpia Firenze         | 35 | 18 | 17 | 1  | 1157 | 884  |
|  | 2.  | Mens Sana Siena             | 31 | 18 | 13 | 5  | 945  | 801  |
|  | 3.  | INA Livorno                 | 30 | 18 | 12 | 6  | 1110 | 974  |
|  | 4.  | Virtus Siena                | 28 | 18 | 10 | 8  | 818  | 921  |
|  | 5.  | Pontedera                   | 26 | 17 | 10 | 7  | 867  | 787  |
|  | 6.  | CUS Firenze                 | 26 | 18 | 8  | 10 | 979  | 992  |
|  | 7.  | Affrico Firenze             | 25 | 18 | 7  | 11 | 1017 | 1034 |
|  | 8.  | Labor Viareggio             | 24 | 17 | 9  | 8  | 842  | 855  |
|  | 9.  | Audax Carrara               | 21 | 18 | 3  | 15 | 877  | 1147 |
|  | 10. | CUS Pisa                    | 0  | 14 | 0  | 14 | 452  | 584  |

### Girone pugliese

#### Classifica
|  |     | Classifica finale 1963-1964    | Pt | G  | V  | P  | PtF  | PtS  |
|  | --- | ------------------------------ | -- | -- | -- | -- | ---- | ---- |
|  | 1.  | Arx Bari                       | 34 | 18 | 16 | 2  | 1094 | 899  |
|  | 2.  | Vasco Monopoli                 | 33 | 18 | 15 | 3  | 997  | 781  |
|  | 3.  | Ricciardi Taranto              | 30 | 18 | 12 | 6  | 1116 | 870  |
|  | 4.  | Dopo Lavoro Ferroviario Foggia | 30 | 18 | 12 | 6  | 936  | 906  |
|  | 5.  | Basket Brindisi                | 26 | 18 | 8  | 10 | 950  | 969  |
|  | 6.  | Folgore Brindisi               | 26 | 18 | 8  | 10 | 911  | 961  |
|  | 7.  | Libertas Russo Foggia          | 25 | 18 | 7  | 11 | 927  | 979  |
|  | 8.  | Libertas Lecce                 | 24 | 18 | 6  | 12 | 885  | 1013 |
|  | 9.  | Fiamma Taranto                 | 22 | 18 | 4  | 14 | 886  | 1013 |
|  | 10. | Ina Sport Lecce                | 20 | 18 | 2  | 16 | 861  | 1172 |

#### Risultati
| Risultati                     | BAR   | BBRI  | FBRI  | DLFG  | LIBFG | LIBLE | INALE  | MON   | RTAR  | FTAR  |
| ----------------------------- | ----- | ----- | ----- | ----- | ----- | ----- | ------ | ----- | ----- | ----- |
| Arx Bari                      |       | 82-41 | 58-61 | 59-52 | 61-55 | 67-57 | 84-54  | 63-57 | 59-45 | 76-45 |
| Basket Brindisi               | 50-64 |       | 46-51 | 69-58 | 46-33 | 63-51 | 96-46  | 34-50 | 61-45 | 52-43 |
| Folgore Brindisi              | 46-54 | 53-65 |       | 62-63 | 66-56 | 51-34 | 51-27  | 47-56 | 57-55 | 52-46 |
| DopoLavoro Ferroviario Foggia | 52-57 | 57-42 | 56-51 |       | 48-46 | 53-46 | 67-40  | 43-34 | 46-65 | 64-59 |
| Libertas Russo Foggia         | 60-62 | 42-45 | 53-47 | 40-45 |       | 62-46 | 58-40  | 41-62 | 56-55 | 65-62 |
| Libertas Lecce                | 30-53 | 66-43 | 36-28 | 55-64 | 65-53 |       | 64-66  | 45-56 | 48-59 | 54-50 |
| INA Sport Lecce               | 41-49 | 69-67 | 57-58 | 43-48 | 49-58 | 55-56 |        | 50-67 | 60-65 | 60-64 |
| Vasco Monopoli                | 69-53 | 57-37 | 49-36 | 36-28 | 57-40 | 66-34 | 67-32  |       | 61-68 | 57-47 |
| Ricciardi Taranto             | 34-39 | 47-40 | 95-54 | 59-44 | 65-47 | 77-48 | 107-35 | 40-42 |       | 65-37 |
| Fiamma Taranto                | 50-54 | 55-53 | 55-40 | 43-48 | 58-62 | 47-50 | 46-37  | 43-54 | 36-70 |       |

### Girone calabrese

#### Classifica
|  |    | Classifica finale 1963-1964 | Pt | G | V | P | PtF | PtS |
|  | -- | --------------------------- | -- | - | - | - | --- | --- |
|  | 1. | AICS Reggio Calabria        | 10 | 6 | 4 | 2 | 313 | 245 |
|  | 2. | Pro Cosenza                 | 10 | 6 | 4 | 2 | 282 | 238 |
|  | 3. | Valery Catanzaro            | 10 | 6 | 4 | 2 | 206 | 259 |
|  | 4. | CGSB Reggina                | 6  | 6 | 0 | 6 | 129 | 208 |

#### Risultati
| Risultati                 | AICS  | COS   | CAT   | CGSB  |
| ------------------------- | ----- | ----- | ----- | ----- |
| AICS Reggio Calabria      |       | 59-40 | 74-34 | 48-36 |
| Croce Azzurra Pro Cosenza | 49-41 |       | 61-25 | 63-50 |
| Valery Catanzaro          | 46-45 | 31-29 |       | 27-10 |
| CGSB Reggina              | 40-46 | 32-40 | 40-43 |       |

### Girone siciliano orientale

#### Classifica
|  |    | Classifica finale 1963-1964 | Pt | G  | V  | P  | PtF | PtS |
|  | -- | --------------------------- | -- | -- | -- | -- | --- | --- |
|  | 1. | Virtus Ragusa               | 23 | 12 | 11 | 1  | 714 | 435 |
|  | 2. | Grifone Catania             | 22 | 12 | 10 | 2  | 665 | 480 |
|  | 3. | Rodriquez Messina           | 19 | 12 | 7  | 5  | 536 | 438 |
|  | 4. | Diana Comiso                | 18 | 12 | 6  | 6  | 578 | 507 |
|  | 5. | Hiblea Ragusa               | 17 | 12 | 5  | 7  | 513 | 585 |
|  | 6. | Libertas Ferrara Milazzo    | 15 | 12 | 3  | 9  | 418 | 632 |
|  | 7. | Gad Etna Catania            | 12 | 12 | 0  | 12 | 363 | 710 |

#### Risultati
| Risultati                | GEC    | GRC   | COM   | MES   | MIL   | HRG   | VRG   |
| ------------------------ | ------ | ----- | ----- | ----- | ----- | ----- | ----- |
| Gad Etna Catania         |        | 33-76 | 38-62 | 34-52 | 33-36 | 31-37 | 27-62 |
| Grifone Catania          | 56-23  |       | 69-38 | 32-31 | 66-15 | 67-50 | 40-42 |
| Diana Comiso             | 39-22  | 62-64 |       | 30-39 | 49-23 | 57-30 | 66-43 |
| Rodriquez Messina        | 90-21  | 44-56 | 35-32 |       | 31-25 | 52-30 | 43-54 |
| Libertas Ferrara Milazzo | 43-40  | 50-58 | 56-73 | 25-40 |       | 57-52 | 40-63 |
| Hiblea Ragusa            | 45-34  | 43-45 | 40-33 | 59-46 | 63-25 |       | 33-74 |
| Virtus Ragusa            | 112-27 | 48-36 | 48-37 | 40-33 | 64-23 | 64-30 |       |

## Seconda fase

### Secondo concentramento
| Roma 16 maggio 1964 | Pratolimpia Firenze | 64 – 51 | Esperia Cagliari |  |

| Roma 17 maggio 1964 | Pratolimpia Firenze | 61 – 47 | D'Alessandro Teramo |  |

### Terzo concentramento
| Milano 17 maggio 1964 | Junior Casale Monferrato | 64 – 53 | Italsider Genova |  |

### Quarto concentramento
Quarto concentramento
| Potenza 16 maggio 1964 | Libertas Maddaloni | 53 – 41 | Libertas Viterbo |  |

| Potenza 17 maggio 1964 | AICS Reggio Calabria | 51 – 46 | Libertas Viterbo |  |

| Potenza 17 maggio 1964 | Libertas Maddaloni | 67 – 51 | AICS Reggio Calabria |  |

### Quinto concentramento
Quinto concentramento
| Catanzaro 16 maggio 1964 | Virtus Ragusa | 60 – 54 (ts) | Arx Bari |  |

| Catanzaro 17 maggio 1964 | Arx Bari | 64 – 62 | Cestistica Palermitana |  |

| Catanzaro 17 maggio 1964 | Virtus Ragusa | 47 – 42 | Cestistica Palermitana |  |

## Verdetti
- Promosse in Serie A: Junior Casale Monferrato, Pratolimpia Firenze, Libertas Maddaloni, Virtus Ragusa.